# Liste der Kulturdenkmale in Könnern
In der Liste der Kulturdenkmale in Könnern sind alle Kulturdenkmale der Stadt Könnern (Salzlandkreis) und ihrer Ortsteile aufgelistet. Grundlage ist das Denkmalverzeichnis des Landes Sachsen-Anhalt, das auf Basis des Denkmalschutzgesetzes des Landes Sachsen-Anhalt vom 21. Oktober 1991 durch das Landesamt für Denkmalpflege und Archäologie Sachsen-Anhalt erstellt und seither laufend ergänzt wurde (Stand: 31. Dezember 2024).

## Kulturdenkmale nach Ortsteilen

### Könnern
| Lage | Bezeichnung             | Beschreibung | Erfassungs- nummer | Ausweisungsart | Bild                    |
| --- | ----------------------- | --- | ------------------ | -------------- | ----------------------- |
| Feldlage südöstlich der Ortslage Könnern, an der L 50 (alt B6) (Karte) | Mühle                   | Ruine von Andritzkys Mühle an der L 50 bei Könnern | 094 60481          | Baudenkmal     | Weitere Bilder          |
| Magdeburger Straße, Kleine Wietschke, Rudolf-Breitscheid-Straße, Wietschke (Karte) | Stadtmauer              | | 094 60474          | Baudenkmal     | BW                      |
| südlicher Ortsrand, in der Verlängerung der Hospitalstraße (Karte) | Wasserturm              | | 094 60450          | Baudenkmal     | Weitere Bilder          |
| An der Georgsburg (Saaleufer neben der Gaststätte) (Karte) | Denkmal                 | | 094 60485          | Baudenkmal     | BW                      |
| An der Georgsburg in unmittelbarer Nachbarschaft der Georgsburg am Saaleufer (Karte) | Fährhaus                | | 094 60570          | Baudenkmal     | BW                      |
| An der Georgsburg (Karte) | Villa                   | Georgsburg, erbaut von 1850 bis 1861 in Form einer Ritterburg vom Maurermeister Georg Friedrich Wilhelm Freymuth, nach dessen Tod 1862 gastronomische Einrichtung | 094 60484          | Baudenkmal     | Weitere Bilder          |
| An der Georgsburg 1 (Karte) | Villa                   | | 094 60487          | Baudenkmal     | BW                      |
| An der Georgsburg 1–4 (Betriebsgelände Betonwerk) (Karte) | Fabrik                  | U. Roth’s Dampfziegelei und Zementfabrik, später Kalk- und Zementwerk Bertram                                                                                     | 094 60486          | Baudenkmal     | BW                      |
| Bahnhofstraße (Karte) | Bahnhof Könnern         | Bahnhof | 094 60579          | Baudenkmal     | Bahnhof Könnern         |
| Bahnhofstraße 6 (Karte) | Villa                   | Thorwestsche Villa | 094 60491          | Baudenkmal     | Villa                   |
| Bahnhofstraße 7 (Karte) | Villa                   | Meyersche Villa | 094 60490          | Baudenkmal     | BW                      |
| Bahnhofstraße 12 (Karte) | Villa                   | | 094 60489          | Baudenkmal     | Villa                   |
| Bahnhofstraße 13, 15, 16, 17, 18, 19, 21, 23, 25, 27 (Karte) | Straßenzug              | | 094 60493          | Denkmalbereich | Straßenzug              |
| Bahnhofstraße 16 (Eckbebauung zur Köthener Straße) (Karte) | Villa                   | | 094 60492          | Baudenkmal     | Villa                   |
| Braunschweiger Straße 3, 5 (Karte) | Wohnhaus                | | 094 60436          | Baudenkmal     | BW                      |
| Dr.-Wilhelm-Külz-Straße 6 (Südrand der Altstadt) (Karte) | Schule                  | | 094 60437          | Baudenkmal     | BW                      |
| Dr.-Wilhelm-Külz-Straße 45 (Ecke Hospitalstraße) (Karte) | Hospital                | St.-Antonius-Hospital | 094 60438          | Baudenkmal     | BW                      |
| Friedensstraße 10a (Südrand des Hartmannplatzes, von der südl. Zeile der Friedensstraße zurückgesetzt, in unmittelbarer Nachbarschaft zur kleinen Malzfabrik) (Karte)                                                                     | Wohnhaus                | | 094 60440          | Baudenkmal     | BW                      |
| Friedensstraße 13 (Karte) | Wohnhaus                | | 094 60441          | Baudenkmal     | Wohnhaus                |
| Friedensstraße 20 (Karte) | Wohnhaus                | | 094 60442          | Baudenkmal     | BW                      |
| Friedensstraße 22 (Karte) | Ackerbürgerhof          | | 094 60443          | Baudenkmal     | BW                      |
| Friedensstraße 35 (Karte) | Wohn- und Geschäftshaus | | 094 60444          | Baudenkmal     | BW                      |
| Friedhofstraße, Friedhof | Denkmal                 | | 094 60447          | Baudenkmal     | Denkmal                 |
| Friedhofstraße, Friedhof (Karte) | Feierhalle              | | 094 60446          | Baudenkmal     | Feierhalle              |
| Friedhofstraße 1 (Ecke Martha-Brautzsch-Straße) (Karte) | Wohnhaus                | | 094 60455          | Baudenkmal     | BW                      |
| Große Freiheit 1, 3, 5, 7, 9, 11, (12) 13, (14), 15, (16), 17, 18, 19, 20, 21, 22, 23, 24, 25, 26, 27, 28, 30, 31, 32, 33, 34, 35, 36, 37, 38, 39, 41, 42, 43, 44, 45, 46, 47, 48, 49, 51, Kleine Freiheit 1, 3, 4, 5, 6, 7, 8, 9 (Karte) | Vorstadt                | Freiheit | 094 60435          | Denkmalbereich | Weitere Bilder          |
| Kirchhof (Karte) | Kirche St. Wenzeslaus   | | 094 60451          | Baudenkmal     | Weitere Bilder          |
| Kirchhof 7 (auf dem Kirchhof, östlich der Kirche) (Karte) | Wohnhaus                | | 094 60452          | Baudenkmal     | BW                      |
| Landstraße 154/An der Georgsburg 107 (Karte) | Wohnhaus                | Strommeisterei | 094 60482          | Baudenkmal     | BW                      |
| Leipziger Straße 7 (Karte) | Brennofen               | | 094 60453          | Baudenkmal     | BW                      |
| Lilienstraße 1 (Eckbebauung zur Neuen Straße) (Karte) | Wohnhaus                | | 094 60454          | Baudenkmal     | BW                      |
| Magdeburger Straße 9 (Karte) | Werkhalle               | | 094 60456          | Baudenkmal     | Werkhalle               |
| Magdeburger Straße 16 (Karte) | Wohnhaus                | | 094 60457          | Baudenkmal     | BW                      |
| Magdeburger Straße 28 (Karte) | Wohnhaus                | | 094 60459          | Baudenkmal     | BW                      |
| Markt 1 (Karte) | Rathaus                 | | 094 60460          | Baudenkmal     | Weitere Bilder          |
| Markt 5 (zwischen Rathaus und Kirchhof) (Karte) | Wohnhaus                | | 094 60461          | Baudenkmal     | Weitere Bilder          |
| Marktstraße 2 (Ecke Markt/Hohe Straße) (Karte) | Wohnhaus                | | 094 60462          | Baudenkmal     | Wohnhaus                |
| Marktstraße 8 (Karte) | Wohn- und Geschäftshaus | | 094 60463          | Baudenkmal     | BW                      |
| Martha-Brautzsch-Straße 3 (am Bahnhof) (Karte) | Wohnhaus                | | 094 60494          | Baudenkmal     | BW                      |
| Neue Straße 1 (Ecke Friedensstraße) (Karte) | Feuerwache              | | 094 60445          | Baudenkmal     | BW                      |
| Neue Straße 2 (Karte) | Wohn- und Geschäftshaus | | 094 60464          | Baudenkmal     | Wohn- und Geschäftshaus |
| Neue Straße 6 (Karte) | Wohnhaus                | Sparkasse Könnern | 094 60466          | Baudenkmal     | BW                      |
| Neue Straße 16 (Karte) | Wohnhaus                | | 094 60467          | Baudenkmal     | BW                      |
| Rudolf-Breitscheid-Straße 8 (Karte) | Wohnhaus                | | 094 60469          | Baudenkmal     | Weitere Bilder          |
| Rudolf-Breitscheid-Straße 16 (Westrand der Altstadt) (Karte) | Schule                  | | 094 60470          | Baudenkmal     | BW                      |
| Saalestraße 2 (Karte) | Wohnhaus                | | 094 60473          | Baudenkmal     | BW                      |
| Wietschke 6 (Karte) | Wohn- und Geschäftshaus | | 094 60472          | Baudenkmal     | BW                      |
| Wietschke 13 (nordwestlicher Rand der Altstadt, im Kreuzungsbereich von Kleiner Wietschke und Wietschke) (Karte) | Wohnhaus                | | 094 60471          | Baudenkmal     | BW                      |
| Zuckerfabrik 4 (Karte) | Wohnhaus                | | 094 60488          | Baudenkmal     | BW                      |

### Bebitz
| Lage                                                                | Bezeichnung | Beschreibung | Erfassungs- nummer | Ausweisungsart | Bild           |
| ------------------------------------------------------------------- | ----------- | --- | ------------------ | -------------- | -------------- |
| Bebitz-Bahnhof, nordöstlich des Dorfes, ca. 1,5 km entfernt (Karte) | Bahnhof     | Der Bahnhof Bebitz wurde 1889 eröffnet, in der Zeit entstand auch das Empfangsgebäude. Im 20. Jahrhundert zweigte in ihm eine Strecke nach Alsleben ab. Das Bahnhofsgebäude steht leer, seit Ende 2018 halten keine Reisezüge mehr in Bebitz. | 094 60836          | Baudenkmal     | Weitere Bilder |
| Neuer Friedhof                                                      | Grabmal     | Erbbegräbnis Bestehorn | 094 98065          | Baudenkmal     |                |
| Südrand des Dorfes (Karte)                                          | Kirche      | | 094 60835          | Baudenkmal     | BW             |
| Dorfstraße 9, 10                                                    | Gutshof     | Bestehornsches Gut | 094 60094          | Baudenkmal     |                |

### Beesedau
| Lage                                       | Bezeichnung | Beschreibung | Erfassungs- nummer | Ausweisungsart | Bild |
| ------------------------------------------ | ----------- | ------------ | ------------------ | -------------- | ---- |
| Dorfstraße (Karte)                         | Kirche      |              | 094 60791          | Baudenkmal     | BW   |
| Dorfstraße vor dem Wohnhaus Nr. 14 (Karte) | Bauernstein |              | 094 60831          | Kleindenkmal   | BW   |
| Dorfstraße 49 südlich der Kirche (Karte)   | Herrenhaus  |              | 094 60830          | Baudenkmal     | BW   |

### Beesenlaublingen
| Lage                                           | Bezeichnung                       | Beschreibung | Erfassungs- nummer | Ausweisungsart | Bild             |
| ---------------------------------------------- | --------------------------------- | --- | ------------------ | -------------- | ---------------- |
| Karl-Marx-Straße 35 südlicher Ortsrand (Karte) | Ziegelei                          | | 094 60829          | Baudenkmal     | Ziegelei         |
| Karl-Marx-Straße 36a südöstl. Ortsrand (Karte) | Bahnhof                           | Der Bahnhof wurde 1905 eröffnet. Bis 1966 gab es hier Personenverkehr, nach 1990 endete auch der Güterverkehr und die Strecke wurde stillgelegt. Das Bahnhofsgebäude ist seit Jahren ungenutzt und verfällt, das Bahnhofsareal ist zugewachsen. | 094 60845          | Baudenkmal     | Weitere Bilder   |
| LPG-Hof 1 Rittergut Beesen (Karte)             | Rittergut Beesen                  | | 094 60673          | Baudenkmal     | Rittergut Beesen |
| R.-Kupsch-Straße (Karte)                       | Ev. Dorfkirche St. Peter und Paul | | 094 60790          | Baudenkmal     | Weitere Bilder   |
| R.-Kupsch-Straße 20 westl. der Kirche (Karte)  | Pfarrhaus                         | | 094 60666          | Baudenkmal     | Pfarrhaus        |

### Belleben
| Lage                                                              | Bezeichnung | Beschreibung | Erfassungs- nummer | Ausweisungsart | Bild    |
| ----------------------------------------------------------------- | ----------- | --- | ------------------ | -------------- | ------- |
| Ortsrand (Karte)                                                  | Friedhof    | | 094 60806          | Baudenkmal     | BW      |
| Alslebener Straße 18 (Karte)                                      | Postamt     | Kaiserliches Postamt | 094 60808          | Baudenkmal     | BW      |
| Alslebener Straße 25 Abzweig des Bahnhofsweges (Karte)            | Wohnhaus    | | 094 60809          | Baudenkmal     | BW      |
| Alslebener Straße 31 Eckbebauung zum Strenznaundorfer Weg (Karte) | Wohnhaus    | | 094 60812          | Baudenkmal     | BW      |
| Alslebener Straße 49, 51 Am Bäckerteich (Karte)                   | Bauernhof   | | 094 60813          | Baudenkmal     | BW      |
| Alslebener Straße 53 (Karte)                                      | Wohnhaus    | Gemeindeamt | 094 60814          | Baudenkmal     | BW      |
| Alslebener Straße 64 (Karte)                                      | Gutshaus    | | 094 60816          | Baudenkmal     | BW      |
| Alslebener Straße 68 (Karte)                                      | Gutshaus    | Gutshaus Hörnig | 094 60815          | Baudenkmal     | BW      |
| Birnenstraße 8 nordöstlich der Ortslage (Karte)                   | Bahnhof     | Der alte Bahnhof Belleben ging 1871 in Betrieb. In den 1990er Jahren wurde der weit außerhalb des Ortes gelegene Bahnhof durch einen Haltepunkt im Dorfzentrum ersetzt. Das alte zweistöckige Bahnhofsgebäude wird nun als Wohnhaus genutzt. | 094 60807          | Baudenkmal     | Bahnhof |
| Dorfstraße 125 (Karte)                                            | Gutshaus    | Gutshaus Carl Schwenke | 094 60810          | Baudenkmal     | BW      |
| Gerbstedter Straße 91a Ortsrand (Karte)                           | Schule      | | 094 60811          | Baudenkmal     | Schule  |
| Kirchplatz (Karte)                                                | Kirche      | | 094 60805          | Baudenkmal     | Kirche  |
| Wassermühle 26 Im Busche (Karte)                                  | Mühle       | | 094 60818          | Baudenkmal     | BW      |

### Cörmigk
| Lage                                  | Bezeichnung    | Beschreibung                                                                 | Erfassungs- nummer | Ausweisungsart | Bild           |
| ------------------------------------- | -------------- | ---------------------------------------------------------------------------- | ------------------ | -------------- | -------------- |
| Friedhof (Karte)                      | Kriegerdenkmal |                                                                              | 094 98072          | Baudenkmal     | BW             |
| Am Kirchplatz 3 (Karte)               | Kirche         | Romanische Kirche aus dem 12. Jahrhundert, im 19. Jh. Kirchenschiff erneuert | 094 98070          | Baudenkmal     | Weitere Bilder |
| Am Kirchplatz 4 (Karte)               | Pfarrhaus      |                                                                              | 094 98071          | Baudenkmal     | BW             |
| An den Teichen 9 Ortsausfahrt (Karte) | Wohnhaus       |                                                                              | 094 98073          | Baudenkmal     | Wohnhaus       |
| An den Teichen 12 (Karte)             | Mühlenhof      | Lederbogen-Mühle                                                             | 094 98074          | Baudenkmal     | BW             |
| Sixdorf 11 (Karte)                    | Herrenhaus     |                                                                              | 094 98075          | Baudenkmal     | BW             |

### Garsena
| Lage                                                                   | Bezeichnung  | Beschreibung                               | Erfassungs- nummer | Ausweisungsart | Bild           |
| ---------------------------------------------------------------------- | ------------ | ------------------------------------------ | ------------------ | -------------- | -------------- |
| am Nordostrand des Dorfes (Karte)                                      | Kirche       |                                            | 094 60215          | Baudenkmal     | Weitere Bilder |
| Bundesstraße B 6 südöstlich der Ortslage, B6, Kilometer 026.34 (Karte) | Chausseehaus |                                            | 094 60870          | Baudenkmal     | BW             |
| Bundesstraße B 6 11 Leipzig-Magdeburger Chaussee (Karte)               | Gasthof      | Wald’s Gaststätte                          | 094 60216          | Baudenkmal     | BW             |
| Bundesstraße B6 Ortsausfahrt Richtung Dornitz (Karte)                  | Distanzstein | Sockel eines Preußischen Ganzmeilenobelisk | 094 60214          | Kleindenkmal   | Weitere Bilder |
| Dorfstraße 2 (Karte)                                                   | Gutshof      | sog. Freigut                               | 094 60217          | Baudenkmal     | Gutshof        |

### Gerlebogk
| Lage                                               | Bezeichnung | Beschreibung | Erfassungs- nummer | Ausweisungsart | Bild |
| -------------------------------------------------- | ----------- | ------------ | ------------------ | -------------- | ---- |
| Grünfläche vor dem Gasthaus Bayrischer Hof (Karte) | Denkmal     |              | 094 61287          | Kleindenkmal   | BW   |

### Golbitz
| Lage                                                                   | Bezeichnung      | Beschreibung                                     | Erfassungs- nummer | Ausweisungsart | Bild  |
| ---------------------------------------------------------------------- | ---------------- | ------------------------------------------------ | ------------------ | -------------- | ----- |
| südlich von Könnern, östlich der Bahnstrecke Halle–Halberstadt (Karte) | Haldenlandschaft |                                                  | 094 60186          | Baudenkmal     | BW    |
| Linus-Pauling-Straße                                                   | Distanzstein     | Distanzstein 2022 als Kulturdenkmal ausgewiesen. | 094 18831          | Kleindenkmal   |       |
| Linus-Pauling-Straße 12-14 (Karte)                                     | Gutshof          |                                                  | 094 60213          | Baudenkmal     | BW    |
| Gemeindeplatz 1, 2, 3, 4, 5, 6, 7 (Karte)                              | Platz            | ehemals Platz des Friedens                       | 094 60212          | Denkmalbereich | Platz |

### Haus Zeitz
| Lage    | Bezeichnung | Beschreibung | Erfassungs- nummer | Ausweisungsart | Bild    |
| ------- | ----------- | ------------ | ------------------ | -------------- | ------- |
| (Karte) | Schloss     | Haus Zeitz   | 094 60825          | Baudenkmal     | Schloss |

### Hohenedlau
| Lage                      | Bezeichnung        | Beschreibung | Erfassungs- nummer | Ausweisungsart | Bild               |
| ------------------------- | ------------------ | ------------ | ------------------ | -------------- | ------------------ |
| Hohe Straße (Karte)       | Kirche St. Nikolai |              | 094 60153          | Baudenkmal     | Kirche St. Nikolai |
| Hohe Straße (Karte)       | Kriegerdenkmal     |              | 094 60154          | Kleindenkmal   | Kriegerdenkmal     |
| Hohe Straße 1, 23 (Karte) | Häusergruppe       |              | 094 60156          | Denkmalbereich | BW                 |
| Hohe Straße 20 (Karte)    | Gutshaus           |              | 094 60155          | Baudenkmal     | Gutshaus           |

### Ilbersdorf
| Lage                                                                     | Bezeichnung        | Beschreibung       | Erfassungs- nummer | Ausweisungsart               | Bild |
| ------------------------------------------------------------------------ | ------------------ | ------------------ | ------------------ | ---------------------------- | ---- |
| Gutshof 1, 2, 3, 4 zwischen Hauptstraße und Straße An den Linden (Karte) | Gutshof            | Gutshof            | 094 60881          | Baudenkmal                   | BW   |
| Gutshof 3, zwischen Hauptstraße und Straße An den Linden                 | Gutshaus           | Gutshaus           | 094 60881 001      | Teilobjekt eines Baudenkmals |      |
| Gutshof 2, zwischen Hauptstraße und Straße An den Linden                 | Wirtschaftsgebäude | Wirtschaftsgebäude | 094 60881 002      | Teilobjekt eines Baudenkmals |      |
| Gutshof 1, zwischen Hauptstraße und Straße An den Linden                 | Wirtschaftsgebäude | Wirtschaftsgebäude | 094 60881 003      | Teilobjekt eines Baudenkmals |      |
| Gutshof 4, zwischen Hauptstraße und Straße An den Linden                 | Wirtschaftsgebäude | Wirtschaftsgebäude | 094 60881 004      | Teilobjekt eines Baudenkmals |      |
| Gutshof, zwischen Hauptstraße und Straße An den Linden                   | Wirtschaftsgebäude | Wirtschaftsgebäude | 094 60881 005      | Teilobjekt eines Baudenkmals |      |
| Gutshof, zwischen Hauptstraße und Straße An den Linden                   | Einfriedung        | Einfriedung        | 094 60881 006      | Teilobjekt eines Baudenkmals |      |
| Hauptstraße östlich des Dorfes, an der Lage nach Gerlebogk (Karte)       | Friedhof           | Friedhof           | 094 60882          | Baudenkmal                   | BW   |
| Kirchgasse (Karte)                                                       | Kirche             |                    | 094 60883          | Baudenkmal                   | BW   |

### Kirchedlau
| Lage                   | Bezeichnung | Beschreibung | Erfassungs- nummer | Ausweisungsart | Bild   |
| ---------------------- | ----------- | ------------ | ------------------ | -------------- | ------ |
| Kirchstraße (Karte)    | Kirche      |              | 094 60159          | Baudenkmal     | Kirche |
| Kirchstraße 2 (Karte)  | Wohnhaus    |              | 094 60160          | Baudenkmal     | BW     |
| Kirchstraße 19 (Karte) | Pfarrhof    |              | 094 60161          | Baudenkmal     | BW     |
| Kirchstraße 24 (Karte) | Wohnhaus    |              | 094 60162          | Baudenkmal     | BW     |

### Kustrena
| Lage                                                                                       | Bezeichnung             | Beschreibung   | Erfassungs- nummer | Ausweisungsart                                  | Bild |
| ------------------------------------------------------------------------------------------ | ----------------------- | -------------- | ------------------ | ----------------------------------------------- | ---- |
| Dorfstraße 3 westlicher Dorfrand; Flur 17, Flurstück 9/4 (Speicher) (Karte)                | Gutshaus                | Gutshaus       | 094 60832          | Baudenkmal                                      | BW   |
| Dorfstraße 4, 5, 6, 6a, 7, 8 platzartige Aufweitung der Hauptstraße, Denkmalsplatz (Karte) | Platz                   | Platz          | 094 60833          | Denkmalbereich                                  | BW   |
| Dorfstraße Dorfplatz, vor dem Wohnhaus Nr. 4                                               | Kriegerdenkmal Kustrena | Kriegerdenkmal | 094 60833 001      | Teilobjekt eines Denkmalbereichs - Kleindenkmal |      |

### Lebendorf
| Lage                               | Bezeichnung              | Beschreibung                                     | Erfassungs- nummer | Ausweisungsart | Bild |
| ---------------------------------- | ------------------------ | ------------------------------------------------ | ------------------ | -------------- | ---- |
| Ortsrand, Fuhne (Karte)            | Brücke                   |                                                  | 094 98067          | Baudenkmal     | BW   |
| Denkmalstraße Platz, Grünanlage    | Kriegerdenkmal Lebendorf | Kriegerdenkmal                                   | 094 98064          | Baudenkmal     |      |
| Gartenstraße Ecke Mühlberg (Karte) | Wegweiser                |                                                  | 094 98063          | Kleindenkmal   | BW   |
| Hauptstraße (Karte)                | Kirche                   |                                                  | 094 98068          | Baudenkmal     | BW   |
| Hauptstraße neben Nr. 31 (Karte)   | Wegweiser                |                                                  | 094 98062          | Kleindenkmal   | BW   |
| Im Winkel 9 Hof (Karte)            | Taubenturm               |                                                  | 094 98069          | Baudenkmal     | BW   |
| Im Winkel 15 (Karte)               | Pfarrhof                 |                                                  | 094 98061          | Baudenkmal     | BW   |
| Kreisstraße K 2109                 | Distanzstein             | Distanzstein 2022 als Kulturdenkmal ausgewiesen. | 094 18829          | Kleindenkmal   |      |

### Mitteledlau
| Lage                    | Bezeichnung          | Beschreibung                                     | Erfassungs- nummer | Ausweisungsart | Bild                 |
| ----------------------- | -------------------- | ------------------------------------------------ | ------------------ | -------------- | -------------------- |
| Mittelstraße            | Distanzstein         | Distanzstein 2022 als Kulturdenkmal ausgewiesen. | 094 18830          | Kleindenkmal   |                      |
| Mittelstraße (Karte)    | Kirche St. Katharina | Kirche                                           | 094 60157          | Baudenkmal     | Kirche St. Katharina |
| Mittelstraße 1 (Karte)  | Gutshof              | Säuberlich-Hof                                   | 094 60158          | Baudenkmal     | BW                   |
| Mittelstraße 14 (Karte) | Pfarrhof             |                                                  | 094 98487          | Baudenkmal     | BW                   |

### Mukrena
| Lage                                                                  | Bezeichnung       | Beschreibung | Erfassungs- nummer | Ausweisungsart | Bild           |
| --------------------------------------------------------------------- | ----------------- | ------------ | ------------------ | -------------- | -------------- |
| Saaleinsel zwischen den Ortslagen Alsleben und Mukrena (Karte)        | Schleuse Alsleben | Schleuse     | 094 60847          | Baudenkmal     | Weitere Bilder |
| Dorfstraße 20 Ortsdurchfahrt, an der Auffahrt zur Saalebrücke (Karte) | Wohnhaus          |              | 094 60849          | Baudenkmal     | Wohnhaus       |
| Dorfstraße 22 nördl. der Saalebrücke (Karte)                          | Wohnhaus          |              | 094 60848          | Baudenkmal     | BW             |

### Nelben
| Lage                                            | Bezeichnung         | Beschreibung | Erfassungs- nummer | Ausweisungsart | Bild                |
| ----------------------------------------------- | ------------------- | ------------ | ------------------ | -------------- | ------------------- |
| Ortsausfahrt Richtung Gnölbzig (Karte)          | Friedhof            |              | 094 60350          | Baudenkmal     | BW                  |
| Nelben, Ortsdurchfahrtsstraße (Karte)           | Kirche              |              | 094 60345          | Baudenkmal     | Kirche              |
| Schleusenwerder südöstlich der Ortslage (Karte) | Schleuse Rothenburg | Schleuse     | 094 97608          | Baudenkmal     | Schleuse Rothenburg |
| Grünfläche an der Ortsdurchfahrt Nelben (Karte) | Kriegerdenkmal      |              | 094 60349          | Kleindenkmal   | BW                  |
| Nelben 17 (Karte)                               | Wohnhaus            |              | 094 60347          | Baudenkmal     | BW                  |
| Nelben 30 (Karte)                               | Pfarrhof            |              | 094 60346          | Baudenkmal     | Pfarrhof            |
| Nelben 64 (Karte)                               | Wohnhaus            |              | 094 60348          | Baudenkmal     | BW                  |

### Pfitzdorf
| Lage             | Bezeichnung    | Beschreibung | Erfassungs- nummer | Ausweisungsart | Bild |
| ---------------- | -------------- | ------------ | ------------------ | -------------- | ---- |
| Friedhof (Karte) | Kriegerdenkmal |              | 094 60884          | Kleindenkmal   | BW   |

### Piesdorf
| Lage                                                               | Bezeichnung    | Beschreibung                         | Erfassungs- nummer | Ausweisungsart | Bild           |
| ------------------------------------------------------------------ | -------------- | ------------------------------------ | ------------------ | -------------- | -------------- |
| Friedhof (Karte)                                                   | Kriegerdenkmal |                                      | 094 60824          | Baudenkmal     | BW             |
| neben dem Friedhof am westlichen Ortsrand                          | Grabmal        | Familienbegräbnis der Familie Wedell | 094 60960          | Kleindenkmal   |                |
| Dorfstraße 30 (Wirtschaftshof des Schlosses, neben Nr. 31) (Karte) | Wohnhaus       |                                      | 094 60823          | Baudenkmal     | BW             |
| Dorfstraße 31 (Wirtschaftshof des Schlosses) (Karte)               | Gutshaus       | Altes Gutshaus                       | 094 60822          | Baudenkmal     | BW             |
| Schlosshof 29 (Karte)                                              | Kapelle        | Schlosskapelle                       | 094 60820          | Baudenkmal     | Kapelle        |
| Schlosshof 29 (Karte)                                              | Schloss        |                                      | 094 60819          | Baudenkmal     | Weitere Bilder |
| Siedlung 24 (Eckgrundstück zur Hauptstraße) (Karte)                | Wohnhaus       |                                      | 094 60821          | Baudenkmal     | BW             |

### Poplitz
| Lage                                                                   | Bezeichnung     | Beschreibung          | Erfassungs- nummer | Ausweisungsart               | Bild            |
| ---------------------------------------------------------------------- | --------------- | --------------------- | ------------------ | ---------------------------- | --------------- |
| in Fortsetzung der Schloßallee westlich der Dorfstraße, im freien Feld | Gruft           | Grab des Bösen Barons | 094 60842          | Baudenkmal                   |                 |
| Poplitz 1 (Karte)                                                      | Schloss Poplitz |                       | 094 60841          | Baudenkmal                   | Schloss Poplitz |
| Poplitz 1                                                              | Schloss         | Schloss               | 094 60841 001      | Teilobjekt eines Baudenkmals |                 |
| Koordinaten fehlen! Hilf mit.                                          | Wirtschaftshof  | Wirtschaftshof        | 094 60841 002      | Teilobjekt eines Baudenkmals |                 |
| östlich des Schlosses; an der Südostecke an die Kuhfurt stoßend        | Park            | Park                  | 094 60841 003      | Teilobjekt eines Baudenkmals |                 |
| Schäferhof 2 Schäferhof nordwestlich des Schlosses (Karte)             | Wohnhaus        |                       | 094 60846          | Baudenkmal                   | BW              |
| Schäferhof 17 nördlich des Schlosses (Karte)                           | Taubenturm      |                       | 094 60843          | Baudenkmal                   | BW              |

### Sieglitz
| Lage                                                       | Bezeichnung    | Beschreibung | Erfassungs- nummer | Ausweisungsart | Bild   |
| ---------------------------------------------------------- | -------------- | ------------ | ------------------ | -------------- | ------ |
| Sieglitz (Karte)                                           | Kirche         |              | 094 60151          | Baudenkmal     | Kirche |
| westlich des Sieglitzer Kirchhofes, vor Haus Nr. 3 (Karte) | Kriegerdenkmal |              | 094 60150          | Baudenkmal     | BW     |
| Sieglitzer Straße 11, (12), 27 (Karte)                     | Häusergruppe   |              | 094 60152          | Denkmalbereich | BW     |

### Strenznaundorf
| Lage                                                                 | Bezeichnung                | Beschreibung     | Erfassungs- nummer | Ausweisungsart | Bild     |
| -------------------------------------------------------------------- | -------------------------- | ---------------- | ------------------ | -------------- | -------- |
| Friedhof Strenz (Karte)                                              | Feierhalle, Kriegerdenkmal |                  | 094 60391          | Baudenkmal     | BW       |
| Ortslage Naundorf (Karte)                                            | Kirche                     | St. Nikolaus     | 094 60386          | Baudenkmal     | Kirche   |
| OL Strenznaundorf und Gemarkung Gnölbzig                             | Stollen                    | Heinitzstollen   | 094 60571          | Baudenkmal     |          |
| Dorfstraße am Kirchhof, gegenüber dem Pfarrhaus                      | Kriegerdenkmal             |                  | 094 60387          | Baudenkmal     |          |
| Dorfstraße 4 (Karte)                                                 | Bauernhof                  | Gutshof Joachimi | 094 60392          | Baudenkmal     | BW       |
| Dorfstraße 8 Ortslage Strenz (Karte)                                 | Kirche                     | St. Wigberti     | 094 60393          | Baudenkmal     | BW       |
| Dorfstraße 43 (Karte)                                                | Gasthof                    | Zur Linde        | 094 60395          | Baudenkmal     | Gasthof  |
| Dorfstraße 46, 47, 48, 49, 50, 52, 53, 60, 61, 62, 66 Strenz (Karte) | Straßenzeile               |                  | 094 60394          | Denkmalbereich | BW       |
| Dorfstraße 64 (Karte)                                                | Bauernhof                  |                  | 094 60396          | Baudenkmal     | BW       |
| Dorfstraße 66 Naundorf (Karte)                                       | Pfarrhof                   |                  | 094 60389          | Baudenkmal     | Pfarrhof |
| Dorfstraße 81 (Karte)                                                | Wirtschaftsgebäude         |                  | 094 60390          | Baudenkmal     | BW       |
| Dorfstraße 89 Naundorf (Karte)                                       | Bauernhof                  | Gehöft Meißner   | 094 60388          | Baudenkmal     | BW       |

### Trebitz
| Lage | Bezeichnung           | Beschreibung | Erfassungs- nummer | Ausweisungsart | Bild                  |
| --- | --------------------- | ------------ | ------------------ | -------------- | --------------------- |
| Dorfstraße (Karte)                                                                                                   | Kirche St. Laurentius |              | 094 60834          | Baudenkmal     | Kirche St. Laurentius |
| Hauptstraße B 71 = Leipzig-Magdeburger Chaussee im Bereich der Ortslage Trebitz, vor Wohnhaus Hauptstraße 55 (Karte) | Distanzstein          |              | 094 60839          | Kleindenkmal   | Distanzstein          |
| Hauptstraße 18 Bundesstraße B 71 (Karte)                                                                             | Bauernhof             |              | 094 60838          | Baudenkmal     | BW                    |
| Hauptstraße 23, 23a Leipzig-Magdeburger Chaussee = Bundesstraße B 71 (Karte)                                         | Chausseehaus          |              | 094 60840          | Baudenkmal     | BW                    |
| Trebitz 15 Bundesstraße B 71 (Karte)                                                                                 | Bauernhof             |              | 094 60837          | Baudenkmal     | BW                    |

### Trebnitz
| Lage | Bezeichnung             | Beschreibung             | Erfassungs- nummer | Ausweisungsart                              | Bild           |
| --- | ----------------------- | ------------------------ | ------------------ | ------------------------------------------- | -------------- |
| Alt Mödewitz 96 Kleinere Ansiedlung nordöstlich von Trebnitz (Karte)                                         | Bauernhof               |                          | 094 60876          | Baudenkmal                                  | BW             |
| Alter Gutshof 84, 93a, 93c, 93d zwischen Saaledeich und Hauptstraße (Karte)                                  | Schloss Trebnitz        | Schloss                  | 094 60868          | Baudenkmal                                  | BW             |
| Alter Gutshof 6                                                                                              | Schloss                 | Schloss                  | 094 60868 001      | Teilobjekt eines Baudenkmals                |                |
| Alter Gutshof 3, 11, 14                                                                                      | Wirtschaftshof          | Wirtschaftshof           | 094 60868 002      | Teilobjekt eines Baudenkmals                |                |
| Alter Gutshof, entlang der Saaledeiche südöstlich des Schlosses, begrenzt durch die Bauten der Brunnenstraße | Park                    | Park                     | 094 60868 003      | Teilobjekt eines Baudenkmals                |                |
| Freie Feldlage 91 nördlich des Dorfes, zwischen Trebnitz und Alt Mödewitz (Karte)                            | Mühle                   |                          | 094 60872          | Baudenkmal                                  | BW             |
| Hauptstraße 19c Ortsrand (Karte)                                                                             | Wohnhaus                |                          | 094 60873          | Baudenkmal                                  | BW             |
| Lange Straße östlich der Kirche (Karte)                                                                      | Friedhof Trebnitz       | Friedhof                 | 094 60871          | Baudenkmal                                  | BW             |
| Lange Straße, Friedhof östlich der Kirche                                                                    | Kapelle                 | Kapelle                  | 094 60871 001      | Teilobjekt eines Baudenkmals                |                |
| Lange Straße, Friedhof am Nordwestrand des Dorfes, östlich der Kirche                                        | Kriegerdenkmal Trebnitz | Kriegerdenkmal           | 094 60871 002      | Teilobjekt eines Baudenkmals - Kleindenkmal |                |
| Lange Straße, Friedhof östlich der Kirche                                                                    | Denkmal                 | Denkmal                  | 094 60871 003      | Teilobjekt eines Baudenkmals - Kleindenkmal |                |
| Lange Straße, Friedhof am Nordwestrand des Dorfes, östlich der Kirche                                        | Grabstein               | Grabstein                | 094 60871 004      | Teilobjekt eines Baudenkmals - Kleindenkmal |                |
| Lange Straße (Karte)                                                                                         | Kirche                  | Dorfkirche St. Dionysios | 094 60869          | Baudenkmal                                  | Weitere Bilder |

### Wiendorf
| Lage                                        | Bezeichnung    | Beschreibung | Erfassungs- nummer | Ausweisungsart | Bild |
| ------------------------------------------- | -------------- | ------------ | ------------------ | -------------- | ---- |
| Mittelweg vor dem Wohnhaus Nr. 18 (Karte)   | Bauernstein    |              | 094 97792          | Kleindenkmal   | BW   |
| Wiendorfer Straße Abzweig Mittelweg (Karte) | Kirche         |              | 094 60879          | Baudenkmal     | BW   |
| Wiendorfer Straße an der Kirche (Karte)     | Kriegerdenkmal |              | 094 60880          | Kleindenkmal   | BW   |

### Zellewitz
| Lage                                  | Bezeichnung | Beschreibung | Erfassungs- nummer | Ausweisungsart | Bild |
| ------------------------------------- | ----------- | ------------ | ------------------ | -------------- | ---- |
| östlich der heutigen Ortslage (Karte) | Kirche      |              | 094 60757          | Baudenkmal     | BW   |

### Zickeritz
| Lage | Bezeichnung | Beschreibung                                                                              | Erfassungs- nummer | Ausweisungsart | Bild |
| --- | ----------- | ----------------------------------------------------------------------------------------- | ------------------ | -------------- | ---- |
| Hauptstraße (Karte) | Kirche      | St. Aegidien                                                                              | 094 97956          | Baudenkmal     | BW   |
| Hauptstraße 8 (Karte) | Bauernhaus  |                                                                                           | 094 97958          | Baudenkmal     | BW   |
| Hauptstraße 27 (Karte) | Gutshof     | Gutshof                                                                                   | 094 97960          | Baudenkmal     | BW   |
| Hauptstraße 8, 14, 15, 16 Hochfläche der Gebirgsbrücke über das Saaletal, auf der Rothenburg gegenüberliegenden Saaleseite (Karte) | Ortskern    | Ortskern Der zunächst als Baudenkmal geführte Ortskern gilt seit 2024 als Denkmalbereich. | 094 97959          | Denkmalbereich | BW   |

## Ehemalige Kulturdenkmale nach Ortsteilen
Die nachfolgenden Objekte waren ursprünglich ebenfalls denkmalgeschützt oder wurden in der Literatur als Kulturdenkmale geführt. Die Denkmale bestehen heute jedoch nicht mehr, ihre Unterschutzstellung wurde aufgehoben oder sie werden nicht mehr als Denkmale betrachtet. Mitunter sind Einzelobjekte aber noch immer Bestandteil eines geschützten Denkmalbereichs.

### Bebitz
| Lage           | Bezeichnung | Beschreibung   | Erfassungs- nummer | Ausweisungsart | Bild |
| -------------- | ----------- | -------------- | ------------------ | -------------- | ---- |
| Neuer Friedhof | Grabmal     | Osterland-Grab | 094 98066          | Baudenkmal     |      |

### Belleben
| Lage                 | Bezeichnung | Beschreibung  | Erfassungs- nummer | Ausweisungsart | Bild |
| -------------------- | ----------- | ------------- | ------------------ | -------------- | ---- |
| Piesdorfer Straße 56 | Wohnhaus    | Viertalerhaus | 094 60817          | Baudenkmal     |      |

### Könnern
| Lage | Bezeichnung             | Beschreibung | Erfassungs- nummer | Ausweisungsart | Bild |
| --- | ----------------------- | --- | ------------------ | -------------- | ---- |
| Braunschweiger Straße 2, 4, 6, 8, 10, 12, Dr.-Wilhelm-Külz-Straße 2, 4, 6, 8, 10, 12, 14, 16, 18, 20, 22, 24, 26, 28, 30, 32, Friedensstraße 2, 3, 4, 5, 6, 7, 9, 10, 11, 12, 13, 14, 15, 16, 17, 18, 19, 20, (21), 22, 23, 24, 25, 26, 27, 28, Friedrich-Ebert-Straße 1?, 2, 3, 4, 5, 6, 7?, 8, 9, 10, 11, 12, 13, 14, 15, 16, 17, 18, 19, 20, 21, 22, 23, 24, 25,27, 29, 31, 33, 35, 37, 39, 41, 43, 45, 47, (49), 51, Hahnenwinkel 4, Hohe Gasse x, Katzengasse x, Kirchhof 1, 2, 3, 4, 5, 6, 7, Leninplatz 3, (4), (5), (6), (7), 8, 9, 10, 11, 12, 13, 14, (15), (15a), 16, 17/19, 20, Lilienstraße 1, 3, 3a, 4, 5, 6, 8, 10, Magdeburger Straße 2, 4, 6, 10, 12, 14, 16, 18, 20, 22, 26, Marktplatz 1, 2, 3, 4, 5, 6, 7, 8, 9, 10, 11, 12, Marktstraße 1, 2, 3, 4, 5, 6, 7, 8, 9, 10, 11, 12, 13, 14, 15, 16, Neue Straße 3, 6, 7, 9, 10, 11, 12, 13, 14, 15, 16, 18, 19, 20, 21, 23, 25, Platz des Friedens 1, 3, 5, Pulverhof 2, 3, 4, 5, 6, 7, 7a, 7b, 8, 8a, 9, Rudolf-Breitscheid-Straße 1, (2), 3, 4, 5, 6, 7, 8, 9, 10, 11, (12) | Altstadt                | Historischer Siedlungskern Könnerns, durch Abbrüche seit den 1990er Jahren ging die Denkmaleigenschaft verloren. Im Jahr 2017 erfolgte eine Löschung des Denkmalbereichs aus dem Denkmalverzeichnis. | 094 60434          | Denkmalbereich |      |
| Friedensstraße 1 | Wohn- und Geschäftshaus | | 094 60439          | Baudenkmal     |      |
| Friedensstraße 37 | Wohnhaus                | | 094 60480          | Baudenkmal     |      |
| Große Freiheit 56 Eckbebauung zur Wietschke | Bauernhof               | | 094 60449          | Baudenkmal     |      |
| Landstraße 154 Straßenbrücke über die Saale zwischen Georgsburg und Nelben | Brücke                  | | 094 60483          | Baudenkmal     |      |
| Magdeburger Straße 17 | Kino                    | Tivoli | 094 60458          | Baudenkmal     |      |
| Rudolf-Breitscheid-Straße 2 Eckbebauung zum Leninplatz (ehem. Neumarkt) | Wohnhaus                | | 094 60468          | Baudenkmal     |      |

### Strenznaundorf
| Lage                                                | Bezeichnung | Beschreibung | Erfassungs- nummer | Ausweisungsart | Bild |
| --------------------------------------------------- | ----------- | ------------ | ------------------ | -------------- | ---- |
| Siedlung 1 Neubauernsiedlung am nördlichen Ortsrand | Bauernhaus  |              | 094 60397          | Baudenkmal     |      |

### Trebitz
| Lage                                                                     | Bezeichnung | Beschreibung | Erfassungs- nummer | Ausweisungsart | Bild |
| ------------------------------------------------------------------------ | ----------- | ------------ | ------------------ | -------------- | ---- |
| Dorfstraße 19 westlich der Bahntrasse Könnern–Bernburg, vor der Ortslage | Fabrik      | Zuckerfabrik | 094 98488          | Baudenkmal     |      |

### Trebnitz
| Lage                                            | Bezeichnung | Beschreibung                                                                                     | Erfassungs- nummer | Ausweisungsart | Bild |
| ----------------------------------------------- | ----------- | ------------------------------------------------------------------------------------------------ | ------------------ | -------------- | ---- |
| Hauptstraße 46 Ortskern                         | Bauernhof   | Bauernhof                                                                                        | 094 60874          | Baudenkmal     |      |
| Lange Straße 77 nordwestlich der Kirche (Karte) | Wohnhaus    | Wohnhaus 2022, nach dem das Gebäude nicht mehr vorhanden war, dem Denkmalverzeichnis gestrichen. | 094 60875          | Baudenkmal     | BW   |

## Legende
In den Spalten befinden sich folgende Informationen:
- Lage: Nennt den Straßennamen und wenn vorhanden die Hausnummer des Kulturdenkmals. Die Grundsortierung der Liste erfolgt nach dieser Adresse. Der Link „Karte“ führt zu verschiedenen Kartendarstellungen und nennt die geographischen Koordinaten.
Link zu einem Kartenansichtstool, um Koordinaten zu setzen. In der Kartenansicht sind Baudenkmale ohne Koordinaten mit einem roten bzw. orangen Marker dargestellt und können in der Karte gesetzt werden. Baudenkmale ohne Bild sind mit einem blauen bzw. roten Marker gekennzeichnet, Baudenkmale mit Bild mit einem grünen bzw. orangen Marker.
- Offizielle Bezeichnung: Nennt den Namen, die Bezeichnung oder zumindest die Art des Kulturdenkmals und verlinkt, soweit vorhanden, auf den Artikel zum Objekt.
- Beschreibung: Nennt bauliche und geschichtliche Einzelheiten des Kulturdenkmals, vorzugsweise die Denkmaleigenschaften.
- Erfassungsnummer: Für jedes Kulturdenkmal wird in Sachsen-Anhalt eine 20stellige Erfassungsnummer vergeben. Die letzten zwölf Ziffern werden für die Untergliederung nach Teilobjekten genutzt und werden nur angegeben, soweit vergeben. In dieser Spalte kann sich folgendes Icon  befinden, dies führt zu Angaben zu diesem Baudenkmal bei Wikidata.
- Ausweisungsart: Die Einordnung des Denkmales nach § 2 Abs. 2 DenkmSchG LSA
- Bild: Ein Bild des Denkmales, und gegebenenfalls einen Link zu weiteren Fotos des Kulturdenkmals im Medienarchiv Wikimedia Commons. Wenn man auf das Kamerasymbol klickt, können Fotos zu Kulturdenkmalen aus dieser Liste hochgeladen werden: